# 縄目文土器文化

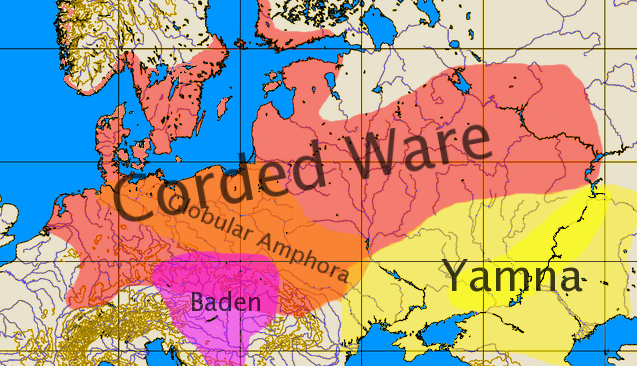
範囲

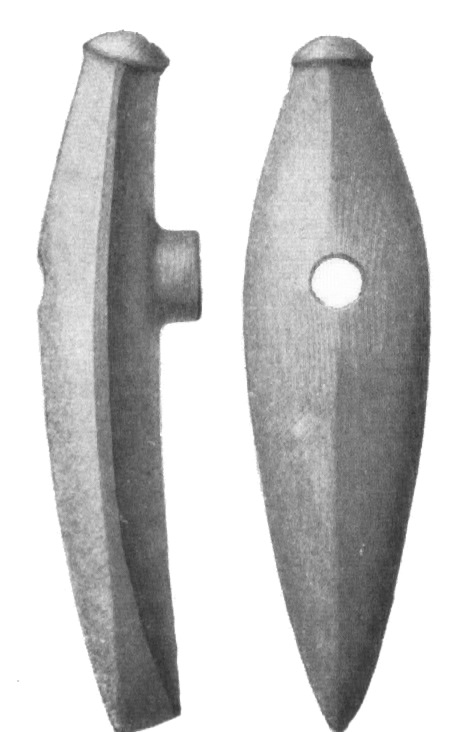
戦斧

縄目文土器文化（なわめもんどきぶんか、英語: Corded Ware culture）あるいは戦斧文化（せんぷぶんか、英語: Battle Axe culture）または単葬墓文化（英語: Single Grave culture）は、紀元前2900 - 2400年頃の新石器時代末期から銅器時代を経て青銅器時代初期にかけ、ヨーロッパ北部一帯に広まった一連の考古文化。
インド・ヨーロッパ語族のヨーロッパへの拡がりと関係があると見る考えもある。

## 起源と拡散

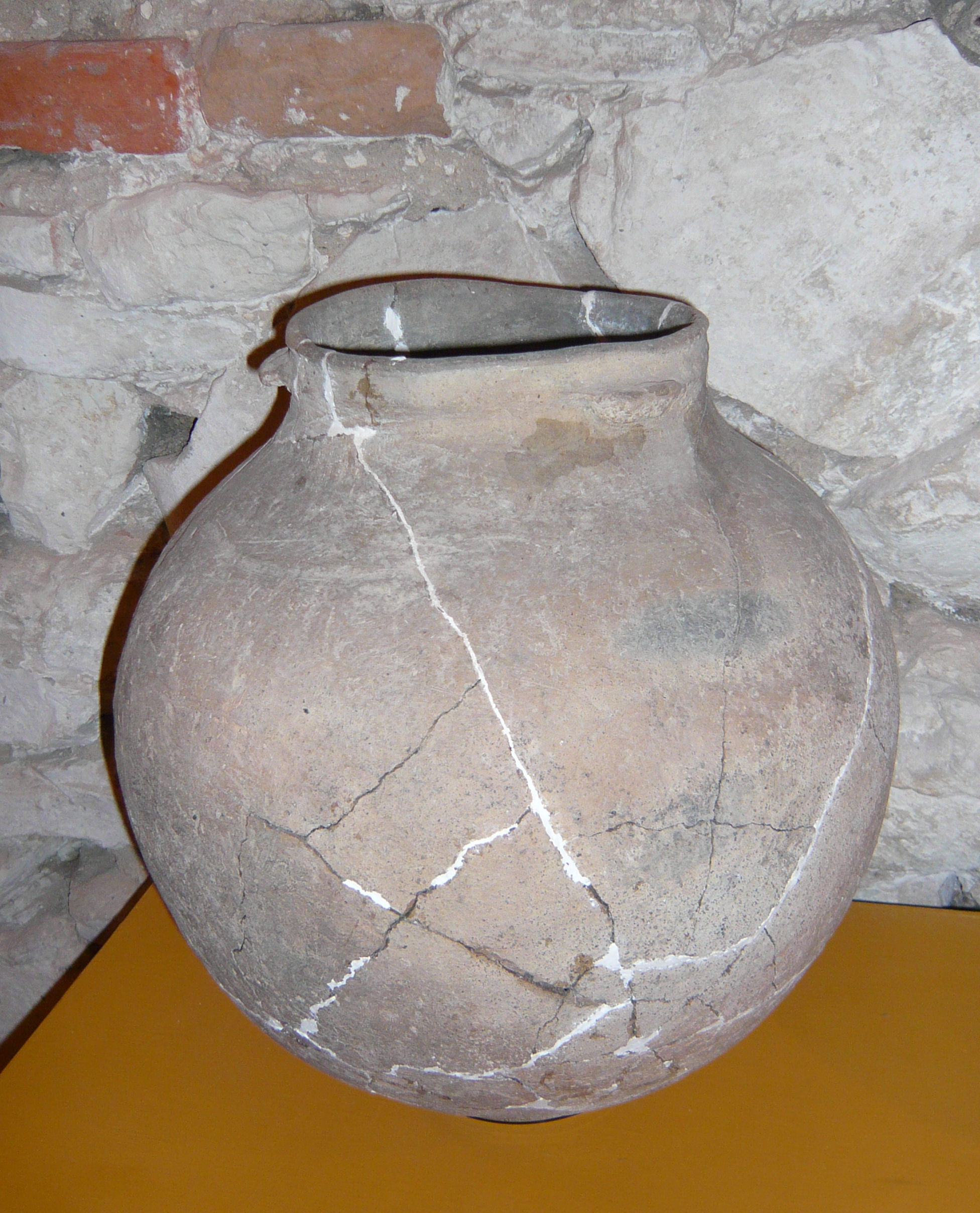
古い時代の縄目文土器（ポーランド）

球状アンフォラ文化のなかから発生したと考えられる。放射性炭素年代測定法により、最も古い時代の縄目文土器がことごとくポーランドのクヤヴィ＝ポモージェ県とマウォポルスカ県で発見されている
ことから、縄目文土器文化の起源は、球状アンフォラ文化の発展においても中心地帯であったポーランド中部・南部にあると推定される。
その後、東はロシア、ベラルーシ、バルト三国、フィンランド南部、ウクライナ西北部、西はドイツやベネルクス三国、北はポーランド北部やスカンディナヴィア南部などといった、広大な地域に分布した。地域による違いもあり、ドイツやオランダでは西方のビーカー文化と重なっていた。またロシア等のドニエプル川中流域文化 (Middle Dnieper culture) やファチャノヴォ・バラノヴォ文化 （Fatyanovo-Balanovo culture：ボルガ川上流域）、フィンランド南部の戦斧文化など地域別の特徴を持つ文化も含まれる。

## 特徴
生活様式は農耕と牧畜（牛、馬、羊など）を中心とし、一部では遊牧的だったとも考えられる。バルト海周辺では漁労や航海による交易が盛んだったと見られる。墳墓は平坦または小型の墳丘を持ち、副葬品としては石の戦斧が全域で見られる。縄のような文様のある土器（縄目文土器、コーデッドウェア）が発掘される。

## 担い手・言語集団
ゲルマン語派、バルト語派、スラヴ語派の元になった言語集団（インド・ヨーロッパ祖語の北西方言。3語派の文法的特徴からこれらに共通する祖語が存在した可能性。）と関係があった可能性が指摘されている。また、後のシンタシュタ文化（インド・イラン語派の原郷に存在）との遺伝的類似性が示唆されている。
縄目文土器文化の担い手としてハプログループR1a (Y染色体) が想定される。
考古学者グスタフ・コッシナは縄目文土器文化を原印欧民族のものと考え、さらにこれはアーリアン学説の根拠ともされた。この見方は現在では否定されている。